# Peruanische Badmintonmeisterschaft 2017
Die Peruanische Badmintonmeisterschaft 2017 fand vom 29. November bis zum 1. Dezember 2017 in Lima statt.

## Medaillengewinner
| Disziplin    | Gold                            | Silber                                          | Bronze                             |
| ------------ | ------------------------------- | ----------------------------------------------- | ---------------------------------- |
| Herreneinzel | Daniel La Torre                 | José Guevara                                    | Martín del Valle                   |
| Herreneinzel | Daniel La Torre                 | José Guevara                                    | Diego Mini                         |
| Dameneinzel  | Daniela Macías                  | Fernanda Saponara Rivva                         | Inés Castillo                      |
| Dameneinzel  | Daniela Macías                  | Fernanda Saponara Rivva                         | Micaela Flores                     |
| Herrendoppel | Mario Cuba Diego Mini           | José Guevara Daniel La Torre                    | Martín del Valle Takeshi Isa       |
| Herrendoppel | Mario Cuba Diego Mini           | José Guevara Daniel La Torre                    | Bruno Barrueto Diego Subauste      |
| Damendoppel  | Daniela Macías Dánica Nishimura | Micaela Castillo Salazar Ines Alejandra Mendoza | Camila Duany Luz María Zornoza     |
| Damendoppel  | Daniela Macías Dánica Nishimura | Micaela Castillo Salazar Ines Alejandra Mendoza | Stefany Chen Yue Yang              |
| Mixed        | Mario Cuba Daniela Macías       | Nicolás Macías Micaela Castillo Salazar         | Martín del Valle Luz María Zornoza |
| Mixed        | Mario Cuba Daniela Macías       | Nicolás Macías Micaela Castillo Salazar         | Takeshi Isa Daniela Zapata         |